# Ramkumar Ramanathan
Ramkumar Ramanathan (ur. 8 listopada 1994 w Ćennaju) – hinduski tenisista, reprezentant kraju w Pucharze Davisa.

## Kariera tenisowa
W gronie zawodowych tenisistów występuje od sezonu 2009.
W lipcu 2018 awansował do finału turnieju ATP World Tour w Newport, jednak decydujący o tytule mecz przegrał ze Steve’em Johnsonem.
W konkurencji gry podwójnej zwyciężył w dwóch turniejach cyklu ATP Tour.
Od lipca 2016 reprezentuje Indie w Pucharze Davisa.
W rankingu gry pojedynczej najwyżej był na 111. miejscu (30 lipca 2018), a w klasyfikacji gry podwójnej na 58. pozycji (15 sierpnia 2022).

### Finały w turniejach ATP Tour
| Legenda                                      |
| -------------------------------------------- |
| Wielki Szlem                                 |
| Igrzyska olimpijskie                         |
| Tennis Masters Cup / ATP Finals              |
| ATP Masters Series / ATP Tour Masters 1000   |
| ATP International Series Gold / ATP Tour 500 |
| ATP International Series / ATP Tour 250      |

#### Gra pojedyncza (0–1)
| Końcowy wynik | Nr | Data          | Turniej | Nawierzchnia | Przeciwnik    | Wynik finału  |
| ------------- | -- | ------------- | ------- | ------------ | ------------- | ------------- |
| Finalista     | 1. | 22 lipca 2018 | Newport | Trawiasta    | Steve Johnson | 5:7, 6:3, 2:6 |

#### Gra podwójna (2–0)
| Końcowy wynik | Nr | Data            | Turniej  | Nawierzchnia | Partner       | Przeciwnicy                     | Wynik finału       |
| ------------- | -- | --------------- | -------- | ------------ | ------------- | ------------------------------- | ------------------ |
| Zwycięzca     | 1. | 9 stycznia 2022 | Adelaide | Twarda       | Rohan Bopanna | Ivan Dodig Marcelo Melo         | 7:6(6), 6:1        |
| Zwycięzca     | 2. | 6 lutego 2022   | Pune     | Twarda       | Rohan Bopanna | Luke Saville John-Patrick Smith | 6:7(10), 6:3, 10–6 |